# Kraina wiecznego szczęścia
Kraina wiecznego szczęścia (ang. Hearts in Atlantis) – dramat produkcji amerykańskiej nakręcony w 2001 roku na podstawie noweli Mali ludzie w żółtych płaszczach Stephena Kinga.
Reżyser filmu zadedykował powstały film Piotrowi Sobocińskiemu, autorowi zdjęć do tego filmu, który zmarł tuż po zakończeniu prac nad obrazem. Zdjęcia do filmu powstawały w Dinwiddie, Fort Story, Hopewell, Petersburgu, Richmond, Staunton i Virginia Beach, miastach położonych w stanie Wirginia w USA.

## Treść filmu
Po śmierci przyjaciela z dzieciństwa starzejący się fotograf Robert Garfield przybywa do miasteczka, w którym dorastał. Na pogrzebie kolegi dowiaduje się o śmierci swojej przyjaciółki. To sprawia, że mężczyzna powraca myślami do wakacji 1960 roku. Ożywają wspomnienia tamtych magicznych chwil. Wspomina on swoich pierwszych prawdziwych przyjaciół, pierwszą miłość i pierwszy pocałunek. Od śmierci ojca przed sześciu laty, życie jedenastoletniego chłopca jest pełne trosk i zawodów. Największym zmartwieniem Boba jest jego matka, Liz. Jest ona zbyt pochłonięta uciekającą młodością, oraz ambicjami zawodowymi, aby spędzić czas z coraz więcej rozumiejącym chłopcem. W tym wieku największym marzeniem jej syna jest – podobnie, jak marzenia wielu chłopców w tym wieku – rower. Lecz Liz wydaje większość swoich zarobków na nowe sukienki, zamykając oczy na pragnienia Boba. Jedyna ucieczka chłopca pozwalająca zapomnieć o frustracjach życia rodzinnego to szczera przyjaźń z dwojgiem rówieśników, Carol oraz Sully. Pewnego dnia w domu Bobby’ego pojawia się nowy sublokator, Ted Brautigan, który wprowadza w życie chłopca i jego matki odrobinę magii i tajemniczości. Ów tajemniczy i obdarzony ponadnaturalnymi zdolnościami mężczyzna zajmuje się chłopcem. Wypełnia w jego życiu lukę spowodowaną śmiercią ojca. Równocześnie w bardzo subtelny sposób kształtuje zainteresowania Bobby’ego i formuje jego charakter.

## Obsada
- Ted Brautigan – Anthony Hopkins
- Bobby Garfield – Anton Yelchin
- Carol Gerber/Molly Gerber – Mika Boorem
- Elizabeth Garfield – Hope Davis
- dorosły Robert Garfield – David Morse
- John Sullivan – Will Rothhaar
- Harry Doolin – Timothy Reifsnyder
- Pani Gerber – Deirdre O’Connell
- Pan Oliver – Terry Beaver
- Monte Man – Alan Tudyk
- Len Files – Tom Bower
- Alana Files – Celia Weston
- Don Biderman – Adam LeFevre
- Richie O'Rourke – Joe T. Blankenship
- Willie Shearman – Brett Fleisher
- Minister – Graham Bardsley
- Cabbie – Joshua Billings
- Checkers Player – Joseph M. West Jr.
- ojciec Bobby’ego – Terry Jernigan

## Nagrody
- 2001 – Brązowa Żaba (Piotr Sobociński)
- 2001 – Heartland Award of Excellence
- 2002 – Young Artist Award (dla Antona Yelchina)